# Lattor
För andra betydelser, se latta.

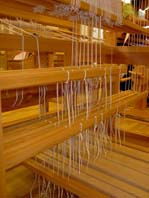
För en vävstol med kontramarsch används både kortlattor och långlattor uppknutna till tramporna

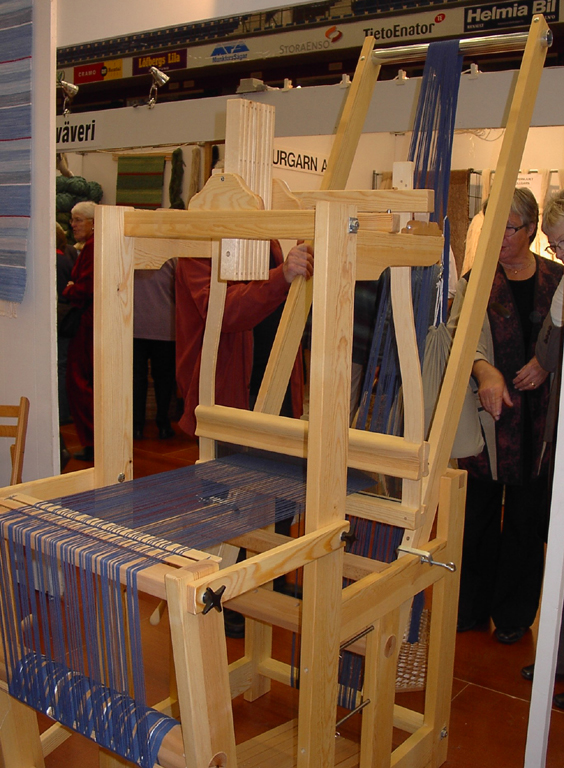
En kompakt hopfällbar vävstol med kontramarsch och topplattor

Lattor är inom vävning en sorts hålförsedda käppar i en vävstol. De är tvärgående (det vill säga riktade vänster–höger) och används för att styra riktningen av draget från tramporna till solvskaften. Vanligen har vävstolen en uppsättning lattor, men vid kontramarsch behövs två uppsättningar (se nedan).

## Funktion och utseende
Flera villkor måste vara uppfyllda för skaftkäpparnas rörelse, för att väven ska bli bra:
- Skaftkäpparna måste hållas vågräta för att det ska bli ett rent skäl, så att skytteln kan glida utan att fastna i några hindrande varptrådar
- Vid alla vävtyper utom den enklaste, tuskaft, ska grupper om två eller flera skaft dras parallellt, varvid alla skaft i gruppen måste dras lika långt, för att det ska bi ett bra skäl.
- Skaftet måste vid trampningen röra sig lodrätt för att det dels ska bli en fin stadkant, dels att avståndet mellan olika varptrådar hela tiden ska förbli konstant.

Lattorna sitter som ett paket med den hålförsedda ena änden uppträdd på en vågrät axel i vävstolens ena gavel. Axeln har riktningen framåt—bakåt i vävstolen, d.v.s. jäms med sidostycket. Den andra änden av lattorna kan fritt röra sig uppåt och nedåt.
Snöret, som drar i skaftet ska sitta exakt på mitten av undre skaftkäppen och gå lodrätt ner till en rakt under skaftet befintlig latta. Därmed uppnås den balans som krävs för att skaftkäppen ska hållas vågrät.
Tramporna, som sitter vinkelrätt mot lattorna och under dessa, är utspridda till höger och till vänster om vävens mittlinje. Om de snörades direkt till skaftets mitt skulle det vid trampningen bli en sidriktad kraft, som skulle förskjuta skaftkäppen, och därmed alla skaftets solv, åt höger eller vänster. Efter ett tag skulle t o m de längst ut mot skaftkäppens ände sittande solven glida av käppen. Genom att trampan i stället snöras rakt upp mot en latta blir dragkraften genom lattan förflyttad mot centrum, så att draget i solvkäppen blir lodrätt, trots att trampan sitter vid sidan om mitten. Och solven glider inte på käppen.
Varje trampa kan vara knuten till flera lattor, och varje latta kan vara knuten till flera skaft. Denna uppknytning följer en särskild plan allt efter den vävteknik som är aktuell.
I en vävstol med kontramarsch används både långlattor och kortlattor enligt på förhand fastställt system för uppknytningen av tramporna. I toppen av anordningen sitter topplattorna som bidrar till den avsedda motsatsrörelsen vid trampningen, det vill säga för varje skaft som dras nedåt ska ett eller flera andra skaft dras lika mycket uppåt. Topplattorna är försedda med lod i sidan för att få lattorna att återgå till ursprungsläget.